# لبنان (تينيسي)
لبنان (بالإنجليزية: Lebanon, Tennessee)‏ هي مدينة تقع في مقاطعة ويلسون (تينيسي) بولاية تينيسي في وسط شرق الولايات المتحدة. تأسست عام 1801، تبلغ مساحة هذه المدينة 99.93 (كم²)، وترتفع عن سطح البحر 161 م، بلغ عدد سكانها 26190 نسمة في عام 2010 حسب إحصاء مكتب تعداد الولايات المتحدة وتصل الكثافة السكانية فيها 262 نسمة/كم2.

## التركيبة السكانية
حدّد مكتب تعداد الولايات المتحدة بيانات التركيبة السكانية للبنان في تعداد الولايات المتحدة. في ما يلي، التركيبة السكانية حسب تعدادي 2000 و2010.

### تعداد عام 2000
بلغ عدد سكان لبنان 20,235 نسمة بحسب تعداد عام 2000، وبلغ عدد الأسر 7,987 أسرة وعدد العائلات 5,321 عائلة مقيمة في المدينة. في حين سجلت الكثافة السكانية 197 نسمة لكل كيلومتر مربع (510.2/ميل2). وبلغ عدد الوحدات السكنية 8,693 وحدة بمتوسط كثافة قدره 84.6 لكل كيلومتر مربع (219.1/ميل2).
وتوزع التركيب العرقي للمدينة بنسبة 82.89% من البيض و13.78% من الأمريكيين الأفارقة و0.33% من الأمريكيين الأصليين و0.82% من الأمريكيين ذوي الأصول الآسيوية و0.03% من سكان جزر المحيط الهادئ و1% من الأعراق الأخرى و1.15% من عرقين مختلطين أو أكثر و2.26% من الهسبانيون أو اللاتينيون من أي عرق.
بلغ عدد الأسر 7,987 أسرة كانت نسبة 34.4% منها لديها أطفال تحت سن الثامنة عشر تعيش معهم، وبلغت نسبة الأزواج القاطنين مع بعضهم البعض 47.7% من أصل المجموع الكلي للأسر، ونسبة 15% من الأسر كان لديها معيلات من الإناث دون وجود شريك،  بينما كانت نسبة 4% من الأسر لديها معيلون من الذكور دون وجود شريكة وكانت نسبة 33.4% من غير العائلات. تألفت نسبة 28.5% من أصل جميع الأسر من عدة أفراد يعيشون في نفس المنزل ونسبة 11.1% كانت تتألف من شخص يعيش بمفرده يبلغ من العمر 65 عاماً أو أكثر. وبلغ متوسط حجم الأسرة المعيشية 2.41، أما متوسط حجم العائلات فبلغ 2.94.
بلغ العمر الوسطي للسكان 35.4 عاماً. وكانت نسبة 23.8% من القاطنين تحت سن الثامنة عشر، وكانت نسبة 9.3% بين الثامنة عشر والرابعة والعشرين عاماً، ونسبة 28.4% كانت واقعةً في الفئة العمرية ما بين الخامسة والعشرين والرابعة والأربعين عاماً، ونسبة 21.3% كانت ما بين الخامسة والأربعين والرابعة والستين، ونسبة 12.2% كانت ضمن فئة الخامسة والستين عاماً فما فوق. يوجد لكل 100 أنثى 90.1 ذكر، ويوجد لكل 100 أنثى في الثامنة عشر من عمرها فما فوق 86.3 ذكر.
بلغ متوسط دخل الأسرة في المدينة 26,646 دولارًا، أما متوسط دخل العائلة فبلغ 35,895 دولارًا. وكان متوسط دخل الذكور 27,963 دولارًا مقابل 21,606 دولارًا للإناث. وسجل دخل الفرد الخاص بالمدينة 17,230 دولارًا. وكانت نسبة 13.2% من العائلات ونسبة 19.8% من السكان تحت خط الفقر، وكان من هؤلاء نسبة 24% تحت سن الثامنة عشر ونسبة 23.5% في الخامسة والستين من العمر وما فوق.

### تعداد عام 2010
بلغ عدد سكان لبنان 26,190 نسمة بحسب تعداد عام 2010، وبلغ عدد الأسر 10,130 أسرة وعدد العائلات 6,679 عائلة مقيمة في المدينة. في حين سجلت الكثافة السكانية 255 نسمة لكل كيلومتر مربع (660.4/ميل2). وبلغ عدد الوحدات السكنية 11,030 وحدة بمتوسط كثافة قدره 107.4 لكل كيلومتر مربع (278.2/ميل2).
وتوزع التركيب العرقي للمدينة بنسبة 80.73% من البيض و11.98% من الأمريكيين الأفارقة و0.28% من الأمريكيين الأصليين و1.30% من الأمريكيين ذوي الأصول الآسيوية و0.03% من سكان جزر المحيط الهادئ و3.50% من الأعراق الأخرى و2.19% من عرقين مختلطين أو أكثر و6.22% من الهسبانيون أو اللاتينيون من أي عرق.
بلغ عدد الأسر 10,130 أسرة كانت نسبة 34.2% منها لديها أطفال تحت سن الثامنة عشر تعيش معهم، وبلغت نسبة الأزواج القاطنين مع بعضهم البعض 45% من أصل المجموع الكلي للأسر، ونسبة 16.2% من الأسر كان لديها معيلات من الإناث دون وجود شريك،  بينما كانت نسبة 4.7% من الأسر لديها معيلون من الذكور دون وجود شريكة وكانت نسبة 34.1% من غير العائلات. تألفت نسبة 28% من أصل جميع الأسر من عدة أفراد يعيشون في نفس المنزل ونسبة 11.2% كانت تتألف من شخص يعيش بمفرده يبلغ من العمر 65 عاماً أو أكثر. وبلغ متوسط حجم الأسرة المعيشية 2.48، أما متوسط حجم العائلات فبلغ 3.01.
بلغ العمر الوسطي للسكان 36.3 عاماً. وكانت نسبة 24.4% من القاطنين تحت سن الثامنة عشر، وكانت نسبة 10.3% بين الثامنة عشر والرابعة والعشرين عاماً، ونسبة 26.6% كانت واقعةً في الفئة العمرية ما بين الخامسة والعشرين والرابعة والأربعين عاماً، ونسبة 24.2% كانت ما بين الخامسة والأربعين والرابعة والستين، ونسبة 14.4% كانت ضمن فئة الخامسة والستين عاماً فما فوق. وتوزع التركيب الجنسي للسكان بنسبة 47.7% ذكور و52.3% إناث.

## أعلام
- إد فوستر
- بوني سلون
- جيمي دونكان
- جو جونز
- هوراس هاريسون

## وصلات خارجية
- The US50 - Cities and Towns in Tennessee State